# Nils Christian Irgens
Nils Christian Irgens, född 10 oktober 1811 i Sogndal, död 25 april 1878, var en norsk militär. 
Irgens ingick efter avlagd militärhögskoleexamen vid ingenjörbrigaden, där han 1860 blev överste och 1863 chef samtidigt med sin utnämning till generalmajor. Han var medlem av 1865 års unionskommitté och under tiden april 1868 till maj 1872 statsråd och chef för Armédepartementet. Som statsråd anslöt han sig till sin kollega Ole Jacob Brochs uppfattning om nödvändigheten att sanktionera stortingsbeslutet om tillträde för statsrådets medlemmar till Stortingets förhandlingar. Då den motsatta uppfattningen segrade, avgick Irgens tillsammans med Broch.